# Okres Soroca
Soroca je okres v severním Moldavsku. Žije zde okolo 95 tisíc obyvatel a jeho sídlem je město Soroca. Na západě sousedí s okresy Dondușeni a Drochia, na severu sousedí s Ukrajinou, na východě s částečně autonomním regionem Podněstří a na jihu s okresem Florești. V okrese se nachází pevnost z 15. století.